# Kościół św. Ducha w Kraśniku
Kościół świętego Ducha – kościół rektoralny znajdujący się w Kraśniku. Należy do dekanatu Kraśnik archidiecezji lubelskiej.
Świątynia powstała na miejscu pierwotnego drewnianego kościoła, który spłonął około połowy XVIII wieku. Pierwsza drewniana świątynia razem ze szpitalem została wybudowana w 1529 roku, a jego fundatorem był Jan Gabriel Tęczyński Do 1631 roku funkcję rektorów pełnili świeccy księża diecezjalni, później kanonicy regularni. 
Obecnie istniejąca świątynia została ufundowana przez Zamoyskich i wzniesiona w latach 1758-161, konsekrowana w dniu 18 października 1761 roku przez biskupa Stanisława Rajmunda Jezierskiego, restaurowana przed I wojną światową i po zakończeniu II wojny światowej. W 1942 roku została dobudowana kruchta. Jest to budowla murowana wybudowana z cegły, składająca się z jednej nawy, reprezentująca styl barokowy. Przy prezbiterium znajduje się zakrystia, nad nawą jest umieszczona mała wieżyczka na sygnaturkę. Ołtarze wykonane są z drewna, w stylu rokokowym i pochodzą z II połowy XVIII wieku. W ołtarzu głównym znajduje się współczesny obraz Zesłania Ducha Świętego. W ołtarzach bocznych znajdują się obrazy: w lewym św. Jana Nepomucena, w prawym Matki Bożej Szkaplerznej. W nawie znajdują się 2 konfesjonały wykonane w XVII wieku. Zachowały się 2 zabytkowe feretrony wykonane w II połowie XVIII wieku, w stylu rokokowym. W oknach są umieszczone nowe witraże, wykonane przez Leonarda Brzezińskiego z Szamotuł.